# Монетний двір у Новому Орлеані
Монетний двір у Новому Орлеані був заснований у 1835 році, і його відкриття відбулося в 1838 році. Спочатку він був частиною зусиль уряду США з розширення карбування монет на південь, оскільки до того часу монети карбувалися лише в інших містах країни, таких як Філадельфія та Шарлотт. Новий Орлеан був стратегічно важливим містом, оскільки був великим портом і торговим центром.
Протягом свого функціонування монетний двір карбував різноманітні золоті та срібні монети, зокрема долари, півдолари, чверті та десятки, а також відомі монети "дві з половиною долари" і "п’ять доларів". Між 1861 і 1863 роками, коли штат Луїзіана був частиною Конфедерації, монетний двір тимчасово припинив свою діяльність і почав карбувати монети для Конфедерації, але після закінчення Громадянської війни повернувся до карбування монет для США.
У 1909 році карбування монет було припинено, і будівля змінила своє призначення. Пізніше, в 1930-х роках, будівля була перетворена на музей, який сьогодні відомий як Луїзіанський музей штату. У музеї зберігаються експонати, пов'язані з історією штату, включаючи археологічні знахідки, предмети культурної спадщини та колекції, що відображають важливі етапи історії монетного двору.

## Історія

### Довоєнний період, 1835—1861 роки

#### Фон
Сполучені Штати, які швидко розвивалися, на початку 1830-х років відчували дефіцит монет. За оцінками, в 1830 році на одну людину була розрахована одна маленька срібна монета (квартал, (10)десять центів або половина десяти, тобто (5)п'ять центів). Крім того, виробництво срібних доларів було припинено в 1804 році, тому що вони були обмінені на зниженою масою тіла іспанських монет в Вест-Індії. 
На початку 19-го століття, у Новому Орлеані, який був п'ятим за величиною містом в Сполучених Штатах до громадянської війни, провели більше зовнішньої торгівлі, ніж у будь-якому іншому місті в країні. Він також розташований відносно близько до родовищ золота, які нещодавно виявили в штаті Алабама. У той час як Монетний двір Філадельфії викарбував значну кількість монет, на початку 19-го століття він не міг розігнати гроші швидко в віддалені райони нової нації, зокрема, на півдні і заході.  На відміну від двох інших південних монетних гілки, які тільки що були викарбувані золотих монет,Монетний двір у Новому Орлеані виробництва як золоті та срібні монети, а в набагато більшій кількості і загальної вартості, які відзначили його як найбільш важливої галузі монетний двір в країні до Сан-Франциско Монетний двір почав карбувати велику грошову цінність золотих монет в середині 1850-х років. розташування Монетний двір займає чільне місце в цивільному історії. Він сидить на одному з двох річкових куточків французького кварталу, який був весь місто, або Vieux Карре, Новий Орлеан. У французькому і іспанському правило, це місце було будинком для однієї з оборонних укріплень міста. У 1792 році іспанський губернатор, Франсиско Луїс Ектор де Carondelet, зведений Форт Сан-Карлос (пізніше Форт-Сент-Чарльз) тут. Форт був знесений в 1821 році; і сусідній район був пізніше названий Jackson Square в честь Ендрю Джексона. Як взагалі в армії Сполучених Штатів, керівництво Джексона врятував місто від вторгнення британських військ в грудні 1814 року і через 8 січня 1815 року, дата знаменитої битви при Новому Орлеані, за останню значущу битви війни 1812 року. 

#### Проєктування і будівництво
Монетний двір у Новому Орлеані, побудований з червоної цегли, був розроблений архітектором Вільямом Стрікленд в стилі грецького відродження, як і більшість громадських будівель 19-го століття в Сполучених Штатах. Стрікленд був учнем архітектора Benjamin Latrobe, учень неокласицизму, який допоміг спроектувати будівлю Капітолію Сполучених Штатів у Вашингтоні, сам DC Стрікленд, що базується у Філадельфії, вже спроектував будівлю Філадельфії монетного двору і Другий банк Сполучених Штатів. Мартін Гордон керував будівництвом будівлі, в якому була зроблена Benjamin F. Fox, майстер тесля і столяр, і Джон Мітчелл, майстер муляр і будівельник. 

На північному фасаді будівлі монетного двору є центральний іонічний портик, підтримуваний чотирма монументальними колонами, які примикають на кінцях квадратних стовпів. У верхній частині портик містить простий антаблемент, увінчаний плоским дахом в передній частині простий, без жодних прикрас. Цей вхід, який сидить на вершині історії підвалу, фронти прямокутний центральне ядро об'єкта і обрамований двома великими крилами декількох бухт прямокутних вікон. Ці крила обернути навколо центрального прямокутного сердечника, щоб сформувати «W» -подібний структуру з двома квадратними дворами в тилу. З балконів, обрамлені залізними поручнями і пости прикрашають ділянки південного фасаду будівлі, що примикають двори. Архітектурний історик Talbot Хемлін описав його в такий спосіб:
Він має ті витончені, оригінальні пропорції такі характерні для роботи Стрікленда Навіть сьогодні [одна тисяча дев'ятсот сорок чотири], приречені на використання настільки відмінною від тієї, для якої він був розроблений, він залишається одним з найвидатніших раніше будівлі Нового Орлеана».
На інтер'єрі, Стрікленд поставив парадні сходи, яка з'єднує три рівня відразу за портиком в центральному ядрі структури. Система статі складається з обпаленої глини-джек арок, що спираються на сталевих двотаврових балок, спільною рисою складів і інших великопрольотних конструкцій. На другому поверсі, багато хто з великих кімнат, які були використані для карбування і плавки, містять стелі з красивими високими арками, підтримуваних стін і окремо розташованих опорах. Невеликі прямокутні кімнати на другому рівні (і підвал), такі як офіс колишнього виконроба, також містять ці склепіння стель з одного хрестовий звід. У підвалі, раніше містили котли всередині цегляної клітці, але тепер містять експонати музею, присвячені процесам карбування, а також монет Vault на Монетному дворі, монета магазин. 

#### Структурні проблеми і ремонт
Стрікленд не брати до уваги болотисту низину і високий рівень ґрунтових вод, яка характеризує місцевість навколо Нового Орлеана, і тому під час його кар'єри будівля New Orleans Mint зіткнувся численні структурні проблеми з хиткий ґрунт під її заснування. [6] У 1840-х роках будівля була зміцнена з залізними прутами, вставлених між поверхами. У 1854 році федеральний уряд найняв West Point інженерний випускник (і Луїзіана рідної) П'єр Гюстав Toutant Борегар для вогнезахисту будівлі, відновити арки, що підтримують стелю підвалу і встановити кладка підлогових покриттів. Борегард завершила роботу спільно з капітаном К. Джонсон Дункан по 1859. Протягом цього періоду, важка техніка монетного двору був перетворений в паросилова так димить (з знесений) був побудований в задній частині конструкції, щоб забрати дим. 
Менш ніж через два роки, Борегард підніметься до національної слави, як конфедератів генерала, який наказав квітня 1861 р напад на Форт Самтер в Чарльстоні гавані, Південна Кароліна, таким чином, початок американської громадянської війни. Це було під час війни, що Борегард забезпечили б своє місце в американській історії як один з найздібніших генералів Конфедерації. На початку операції карбування
Як і будь-який інший монетний двір Нового Орлеана Монетний двір був завод, щоб зробити монети. Операції в Новому Орлеані монетному дворі почалося 8 березня 1838 року зі родовища першого мексиканського золота в злитках. Перші монети, 30 п'ятаків, були вражені 7 травня Поки він не був захоплений Конфедерацією в 1861 році він зробив багато різних номіналів, всі з яких були або срібло або золото: срібло штук три центи (+1851 тільки), половина десятицентовки , п'ятаків, квартали, половину доларів, срібні долари, золоті долари, $ 2,50 квартал орлів, три долари штук, $ 5 з половиною-орли, $ 10 орлів, і $ 20 подвійних орлів. 
Багато цікавих персонажів служили на монетному дворі в перші роки експлуатації. Один з них був Джон Леонард Riddell, який служив біля плавильної печі і переплавляти на монетному дворі з 1839 по 1848 рік, а також, за межами його роботи, переслідували інтереси в ботаніці, медицині, хімії, геології і фізики. Він винайшов бінокулярний мікроскоп. Він також писав про нумізматиці, видавництво в 1845 році книгу під назвою Монографія срібного долара, хороші і погані, ілюстрована Факсиміле цифрах, а два роки по тому стаття його з'явилася в огляді DeBow під назвою «Монетний двір в Новому Орлеані процесами, що здійснюються з Робота дорогоцінних металів-статистики карбування і т.д.» Riddell не в пошані усіма, однак: його конфлікти з іншими співробітниками монетного двору були добре задокументовані, і в якийсь момент він був звинувачений в нездатності правильно вести золотий розплаву.
Протягом всього 19-го століття Новий Орлеан М'ята часто в журналах, газетах та інших друкованих виданнях. Статті обговорюють і зображення, що зображують монетний двір, на додаток до одного з Riddell було відзначено вище, були представлені в Балу Companion Ілюстровані вітальні, опублікованій в Бостоні, і набув значного поширення Щотижня Харпера. 

### Громадянська війна і Повторне введення в експлуатацію, 1861—1879 рр.

#### Розкол і конфедератів захоплення
Новий Орлеан Mint безперервно з 1838 року діяла до 26 січня 1861 року, коли Луїзіана відокремилася від Сполучених Штатів. 29 січня Сецессиона знову скликано в Новому Орлеані (раніше вона зустрілися в Батон-Руж) і прийняв постанову, яка дозволила федеральним службовцям залишатися на своїх постах, але як співробітникам штату Луїзіана. 5 лютого 1861 року в ході розгляду Конвенції штату Луїзіана в Новому Орлеані, комітет, призначений Конвенцією провести інвентаризацію 1 лютого 1861 року, державної власності в руках офіцерів 'кінця "Федеральний уряд повідомило, що звід Суб-скарбника на монетному дворі містив $ 483 983 в золотих і срібних монет. Національні Архіви записи в Роквілле, штат Меріленд, вказують на $ 483 983 складався з $ 308771 в золотих монетах і $ 175,212.08 в срібних монетах. Єдина золота монета випускається в січні 1861 року було $ 20 золотих подвійного орла. Це означає, що 15,438 $ 20 золотих монет були викарбувані в Новому Орлеані монетного двору протягом січня 1861 року Mint карбування записи для $ 20 1861-O золотий подвійний орел вказують тільки 5000 $ 20 золотих монет були викарбувані федеральним урядом в січні 1861 г. Це невідповідність пояснюється в статті нумізмат Journal. 
У березні 1861 року, штат Луїзіана прийняв конституцію Штатів конфедератів і уряд Конфедерації зберіг всі офіцери м'яти.  Вони використовували його на короткий час, як їх власної карбування об'єкта. Союзники вдарив 962,633 з 2,532,633 Новий Орлеан півдолара монет датованих 1861 [6] Дослідження показують, що 1861-O половиною доларів підшипник вмирають тріщини надвоє дати ( «WB-103») та 1861-го-O половин доларів з «проткнув оливкова бутон» аномалія ( «WB-104») на зворотному боці була викарбувана під авторитет Конфедерації.  Федеральних чиновників розроблений альтернативний зворотний вмирає, які вони використовували, щоб вдарити свої половинки доларів в Новому Орлеані (фото). Точне число півдолара монет, викарбуваних на монетному дворі конфедератів з альтернативним заднім ходом невідома; але, як відомо, існують сьогодні тільки чотири. Один з них, який був проданий на аукціоні за велику суму, колись належав Джефферсон Девіс, єдиний президент C.S.A.
Федеральних карбування операції тривали з 1 квітня, поки в злитках не закінчилося пізніше в цьому місяці. Персонал залишався на посаді до 31 травня 1861 р. Після того, що м'ята використовувалася для розквартирування військ жителів півдня, поки він не був повернутий разом з іншою частиною міста в наступному році, в основному за рахунок союзних військово-морських сил під командуванням адмірала Девіда Farragut.

#### Окупація силами Союзу
Для багатьох південних співчуваючих, Монетний двір незабаром став символом їх ненависті до окупації Союзу. Після того, як морська піхота США N під Фаррагута було піднято прапор США N на даху монетного двору в квітні 1862 року, професійного Пароплав гравець на ім'я Вільям Брюс Мамфорд піднявся на дах і зірвав прапор вниз. Він розірвав прапор на шматки, і зухвало опудала його частини в його сорочку, щоб носити як сувеніри. Генерал Союзу Бенджамін Франклін Батлер, військовий губернатор Нового Орлеана (який був незабаром буде глузливо на прізвисько «Ложки» за нібито привласнюючи вироби зі срібла громадян в Новому Орлеані заарештований за зраду проти Сполучених Штатів), наказав Mumford страчений в помсту. І ось, Мамфорд був повішений від флагштока, яка виступає в горизонтальному напрямку від будівлі 7 червня 1862 висячими зробив заголовки національних Мамфорда. Джефферсон Девіс зажадав, щоб Батлер негайно виконуватися, якщо в полон. Подія застряє в свідомості багатьох Нових: Орлеана. Одинадцять років потому, в 1873 році, відвідувач міста на ім'я Едвард Кінг згадав про це в своєму описі структури 
М'ята знову, як аналітичного бюро в 1876 році його механізму, мабуть, постраждав під час війни, але через його важливості, на відміну від монетних дворів в Шарлотті і Далонега, в 1877 році Монетний двір США агент Джеймс Р. Сноуден запитав доглядач офісу, д-р . MF Bonzano, щоб повідомити про стан об'єкта для карбування. Після отримання доповіді Bonzano, в нове обладнання карбування був відправлений в Новий Орлеан. Будівля була відреставрована і покласти назад на дійсну службу карбування в 1879 році, виробляючи в основному срібні монети, в тому числі знаменитий Морган срібний долар з 1879 по 1904 рр. 

### Другий шанс, 1879—1909 роки

#### Новий Орлеан карбування
Реконструкція і Повторне введення в експлуатацію Нового Орлеана Монетний двір був обумовлений частково тим, що в 1878 році федеральний уряд у Вашингтоні, округ Колумбія минула Bland-Allison акту, в якому вона уповноважила покупку і карбування великої кількості срібла в рік. Міністерство фінансів необхідні додаткові кошти, щоб зробити це. Він знову відкрив центр Новий Орлеан в основному карбувати велику кількість срібних доларів, більшість з яких були просто зберігаються в будівлі, а не поширений.  Президент Рутерфорд Б. Хейс призначений колишній сенатор штату Міссісіпі і губернатор Генрі С. Foote новий суперінтендант м'яти.
Протягом цього другого періоду експлуатації, Монетний двір також вдарив п'ятаків, чверті, половину доларів, $ 5 половину орлів, беркутів $ 10, а в 1879 році лише 2325 подвійних орлів. Слід також зазначити, що Новий Орлеан монетний двір був використаний федеральною владою в 1907 році монети протягом п'яти з половиною мільйонів срібних монет двадцять сентаво для мексиканського уряду в рамках програми американського уряду виробництва іноземного карбування. Новий Орлеан М'ята, чиї монети можуть бути ідентифіковані за допомогою «O» фірмовий знак монетного двору, знайденої на зворотному боці своєї карбування, заробив репутацію для виробництва монет посередньої якості; їх блиск, як правило, не настільки блискучим, як у інших монетних дворів, і центральні райони, як правило, плоскі, а не різко вдарив. Таким чином, добре вдарив Новий Orleanian карбування цінується в нумізматичному світі.  

#### Соціальна історія
Чоловіки складали більшість робітників на монетному дворі. Вони працювали такі роботи, як coiners, плавильних, притискних пристроїв, різаки і роликів. М'яти контролювався за допомогою доглядача, який завжди був чоловік. Він був політичний призначенець, термін повноважень якого, як правило, не набагато довше, ніж та партія, яка головувала залишається в силі.
Але це було також у другому турі монетного двору боргу, що жінки стали шукати роботу в Новому Орлеані Mint. Кілька жінок робочі були відправлені з Філадельфії монетного двору, щоб навчити тих, хто в Новому Орлеані, як налаштувати гроші. Приблизно в цей час, монетний двір використовували сорок чотири жінки. Тридцять дев'ять працював Настроювач — співробітників, які важили нештемпельований planchets монету, щоб переконатися, що вони були належним вага до карбування. Ці жінки будуть сидіти довгі вузькі столи, подачі planchets аж до власної ваги, носити спеціальні фартухи з мішечків, прикріплених до рукавах і талії, щоб зловити зайву пил. П'ять жінок служили як лічильники і пакувальники до того, як монети були відправлені до Вашингтона, округ Колумбія. (Деякі жінки були в кінцевому рахунку працюючими на чеканку пресів)???.
Жінки працювали з 8:30 ранку до 3:30 години дня в день — не довгі години — але умови роботи, ймовірно, були нестерпними за сучасними стандартами. Новий Орлеан має теплий, вологий клімат. Процес регулювання, проте, потрібно найпильнішу увагу врівноважити терези », і найменше проект може порушити його. Проект також може понести срібну пил з монет planchets жінки б файл. З цих причин вікна і двері були майже завжди тримали на замку, що призводить до дуже гарячої робочого середовища. Працівники покладалися на охолоджувачі води, щоб забезпечити полегшення від спеки і уникнути зневоднення. Жінки-співробітники м'яти були визнані більш комфортні умови праці, ніж у багатьох інших американських жінок, які працюють в вкінці XIX століття. 

### Монетний двір в XX і XIX століттях

#### Закриття
До початку двадцятого століття, у Казначейства США були монетні двори, що працюють в Новому Орлеані, Денвері, Сан-Франциско, і головний центр у Філадельфії, який більше, ніж зустрів попит на карбування грошей. У 1904 році уряд припинив карбування срібного долара, на частку яких припадає основна частина карбування філія Новий Орлеан виробляла з 1879 в 1909 році посадовці казначейства відмовилися відповідні кошти для роботи монетного двору, ефективно зупинити подальшу карбування активність в новий Орлеан. У 1911 році Новий Орлеан монетний двір був офіційно виведений з експлуатації і техніка була передана на головний об'єкт U. S. Mint в Філадельфії,.
Двадцять років по тому, в 1930 році губернатор Хьюи Лонг б рейкою проти цієї втрати, коли він балотувався на пост сенатора США проти чинного Джозеф Е. Ransdell. У циркулярі поширюється його кампанії громадянам Нового Орлеана, Лонг перерахував втрату монетного двору, як найперший з багатьох скарг на тривалої записи служби Ransdell в Сенаті. Довгі пішли на перемогу на виборах, хоча він ніколи не вступить на посаду до свого терміну на посаді губернатора закінчився в 1932 році  В якийсь момент, однак, оригінальний Новий Орлеан машин було втрачено, і, в даний час, не було виявлено. 
Після того, як м'ята закрита, вона виконувала безліч функцій для федерального уряду. Вперше він був знижений до рівня аналітичного бюро для Казначейства США, як це було з 1876 по 1879. Потім, в 1932 році, аналіз офіс закритий, а будівля була перетворено у федеральну в'язницю, в якій ємність не служив до 1943 р Узбережжя Guard потім захопили будівлю як номінальне сховище, хоча насправді структура була в значній мірі відмовилися і залишили гнити, поки не був переведений в штаті Луїзіана в 1965 р. під час холодної війни, коли багато хто вважав там бути високий ризик ядерної війни, старий монетний двір вважався найкращим притулок від радіоактивних опадів в місті.
Держава погодилася зберегти структуру від руйнування за умови, що він буде реконструйований і перетворений в якійсь новій цілі протягом п'ятнадцяти років. У період з 1978 по 1980 рік ця мета була досягнута. З 1981 року будівля Монетного двору функціонував як музей історії виробництва монет. Додаткові виставки розмістилися на об'єкті були присвячені Новий Орлеан Mardi Gras (так як переїхав до будівлі Presbytère на площі Джексона), джазової музики (великий експозиції і науково-дослідних матеріалів, раніше в Джаз-музеї Нью-Орлеан — подарована NO Jazz Club) і Ньюкомб Pottery. Всі три явища сприяли популярності Нового Орлеана.
На третьому поверсі, Монетний двір будинку архів карт і документів, в тому числі французьких і іспанських колоніальних записів. Поряд з Кабільдо, в Presbytere 1850 будинок і спадщина мадам Джона, цей об'єкт є одним з п'яти гілок штату Луїзіана музею у французькому кварталі. 

## Проведення карбувань

### срібні монети
| Монета тип      | серії            | роки карбування                  | Зображення | Примітки |
| --------------- | ---------------- | -------------------------------- | ---------- | --- |
| Три цента       | Срібна три центи | 1851                             |            | «O» фірмовий знак монетного двору знаходиться праворуч від римською цифрою «III» на зворотному боці. |
| Half Dime       | Сидяча Свобода   | 1838—1842, 1844, 1848—1860       |            | 1853 монети були викарбувані в двох варіантах: один зі стрілками на дату, і один без них. |
| Dimes           | Сидяча Свобода   | 1838—1843, 1845, 1849—1860, 1891 |            | знак монетного двору знаходиться в вінку. Сидяча Свобода гривеник 1838 року вважається першою срібною монетою викарбуваною у Новому Орлеані. |
| Dimes           | Barber           | 1892—1903, 1905—1909             |            | Зверніть увагу на фірмовий знак монетного двору на зворотному боці під вінця. |
| Quarters        | Сидяча Свобода   | 1840—1844, 1847, 1849—1860, 1891 |            | |
| Quarters        | Barber           | 1892—1909                        |            | Велика Barber монети з Нового Орлеана і інших монетних США N були широко поширені, що пояснює, чому цей приклад настільки зношений і його деталі важко розібрати. |
| Половина долару | Capped Bust      | 1838—1839                        |            | Два роки, що ця монета була викарбувана в Новому Орлеані відзначений вперше в американській нумізматичної історії, знак монетного двору з'явилися на лицьовій стороні. Після 1840 р знак монетного двору, як правило, можна знайти на звороті, за винятком центах Лінкольна, починаючи з 1909 р, до 1968 г. |
| Половина долару | Сидяча Свобода   | 1840—1861                        |            | Монети карбували 25 січня 1861 року були останніми срібними монетами, викарбуваними не урядом США у Новому Орлеані до 1879. Монети, викарбувані на 26-му були срібні монети, викарбувані державою Луїзіани. Таким чином, Сидяча Свобода була останньою срібною монетою США яка не карбувалася тут до 1879.  |
| Половина долару | Barber           | 1892—1909                        |            | |
| Долари          | Сидяча Свобода   | 1846, 1850, 1859—1860            |            | |
| Долари          | Morgan           | 1879—1904                        |            | Найпоширенішою монети, викарбувані у монетному дворі Нового Орлеана. |

### Золоті монети
| Монета тип             | серії              | роки карбування                                                          | Зображення            | Примітки |
| ---------------------- | ------------------ | ------------------------------------------------------------------------ | --------------------- | --- |
| Долари                 | Свобода голови     | 1849—1853                                                                |                       | 1849 проблеми були викарбувані з відкритим вінком на зворотному боці. |
| Долари                 | Індійська принцеса | 1855                                                                     | (Зображення відсутнє) | |
| Квартал орлів ($ 2.50) | Класична голова    | 1839                                                                     | (Зображення відсутнє) | |
| Квартал орлів ($ 2.50) | Свобода голови     | 1840, 1842—1843, 1845—1847, 1850—1852, 1854, 1856—1857                   |                       | Цей приклад показує знак монетного двору, зливаючись зі стрілкою пір'я нижче орла, загального наступу на монетах дев'ятнадцятого століття в США.                                      |
| Три долара             | індійська голова   | 1854                                                                     | (Зображення відсутнє) | Це був єдиний рік, в якому три золотих долари були викарбувані в Новому Орлеані. |
| Половина орлів ($ 5)   | Свобода голови     | 1840—1847, 1851, 1854—1857, 1892—1894                                    |                       | |
| Половина орлів ($ 5)   | індійська голова   | 1909                                                                     | (Зображення відсутнє) | |
| Орли ($ 10)            | Свобода голови     | 1841—1860, 1879—1883, 1888, 1892—1895, 1897, 1899, 1901, 1903—1904, 1906 |                       | Прапор над орлом з девізом «In God We Trust" був доданий в $ 10 золота у 1866 році 1894 році побачив один з найвищих карбування підсумків для орлів в Монетним двором Новому Орлеані. |
| Подвійні орли ($ 20)   | Свобода голови     | 1850—1861, 1879                                                          |                       | Найбільше найменування циркулюючого карбування, виданий Монетним двором США. |